# Pucciniales
Pucciniales es un orden de hongos de la división Basidiomycota de la clase Pucciniomycetes conocidos como royas, argeñas, herrumbre o sarro.
Los pucciniales son patógenos importantes de plantas y pueden parasitar a cualquier tipo de planta. Las royas se consideran entre los patógenos más dañinos para la agricultura, la horticultura y la silvicultura. Generalmente no matan a la planta huésped, pero pueden reducir severamente el crecimiento y el rendimiento.
Se estima que actualmente hay alrededor de 168 géneros y aproximadamente 7,000 especies, más de la mitad pertenecen al género Puccinia.

## Familias
Contiene las siguientes familias:
- Chaconiaceae
- Coleosporiaceae
- Cronartiaceae
- Melampsoraceae
- Mikronegeriaceae
- Phakopsoraceae
- Phragmidiaceae
- Pileolariaceae
- Pucciniaceae
- Pucciniosiraceae
- Pucciniastraceae
- Raveneliaceae
- Sphaerophragmiaceae
- Uncolaceae
- Uropyxidaceae